# Liste der Biografien/Bom
Liste der Biografien |
Portal Biografien |
Personensuche
# |
A |
B |
C |
D |
E |
F |
G |
H |
I |
J |
K |
L |
M |
N |
O |
P |
Q |
R |
S |
T |
U |
V |
W |
X |
Y |
Z |
?
 
Ba |
Be |
Bd |
Bg |
Bh |
Bi |
Bj |
Bl |
Bm |
Bn |
Bo |
Br |
Bs |
Bu |
Bw |
By |
Bz
 
Boa–Boc |
Bod |
Boe |
Bof |
Bog |
Boh |
Boi–Bok |
Bol |
Bom |
Bon |
Boo |
Bop |
Boq |
Bor |
Bos |
Bot |
Bou |
Bov–Boz
Die Liste der Biografien führt alle Personen auf, die in der deutschsprachigen Wikipedia einen Artikel haben. Dieses ist eine Teilliste mit 201 Einträgen von Personen, deren Namen mit den Buchstaben „Bom“ beginnt.

## Bom
- Bom, Lars (* 1961), dänischer Schauspieler
- Bom, Noé (* 2006), deutscher Basketballspieler

### Boma
- Boman, Mikael (* 1988), schwedischer Fußballspieler
- Boman, Mirko (1926–2013), kroatischer Schauspieler
- Boman, Patrick (* 1948), französisch-schwedischer Schriftsteller
- Boman, Patrik (* 1964), schwedischer Jazzmusiker (Kontrabass, Komposition)
- Boman, Per Conrad (1804–1861), schwedischer Komponist
- Boman, Tiina (* 1977), finnische Triathletin
- Bomann, Corina (* 1974), deutsche Schriftstellerin
- Bomann, Wilhelm (1848–1926), deutscher Fabrikant und Volkskundler
- Bomann-Larsen, Tor (* 1951), norwegischer Schriftsteller und Zeichner
- Bomans, Carlo (* 1963), belgischer Radrennfahrer
- Bomans, Godfried (1913–1971), niederländischer Schriftsteller und Entertainer
- Bomansaan, Francis (* 1962), ghanaischer römisch-katholischer Ordensgeistlicher, Bischof von Wa
- Bomansson, Karl August (1827–1906), finnischer Historiker und Archivar
- Bomar, James L. (1914–2001), US-amerikanischer Politiker
- Bomarito, Jonathan (* 1982), US-amerikanischer Autorennfahrer
- Bomaštar, Milan (* 1999), serbischer Handballspieler

### Bomb
- Bomb, Adam (* 1963), US-amerikanischer Rockmusiker
- Bomba, Andreas (* 1956), deutscher Journalist, Schriftsteller, Historiker, Kritiker und SängerAndreas Bomba (* 1956)

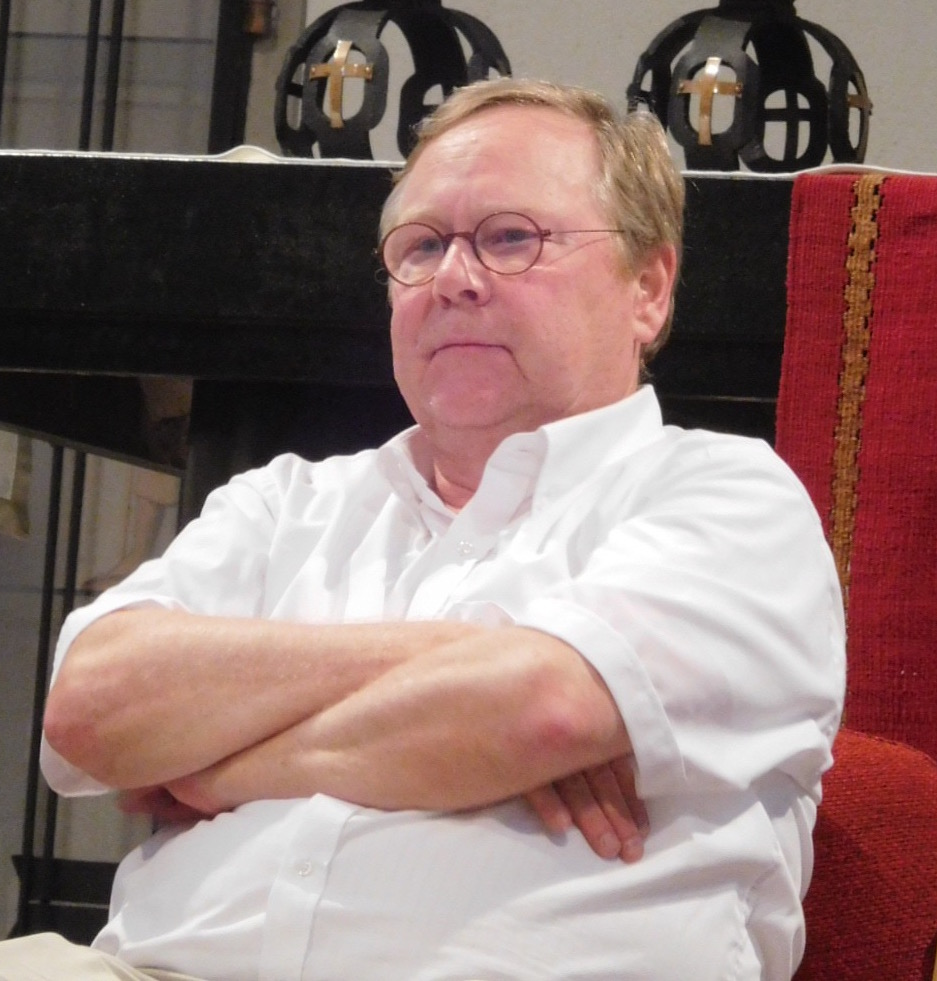
Andreas Bomba (* 1956)

- Bomba, Enrico (* 1922), italienischer Filmproduzent und -regisseur
- Bomba, Jörg d’ (1930–2022), deutscher Filmregisseur
- Bomba, Nicky (* 1963), australischer Musiker, Schlagzeuger
- Bomba, Rainer (* 1964), deutscher Volkswirt, Staatssekretär
- Bomba, Ray (1907–1986), US-amerikanischer Tontechniker und Toningenieur
- Bombač, Dean (* 1989), slowenischer Handballspieler
- Bombacci, Nicola (1879–1945), italienischer sozialistischer, kommunistischer, später faschistischer Politiker
- Bombach, Erich (1908–1985), deutscher Politiker (KPD, SED) und Gewerkschafter
- Bombach, Franz (1857–1922), deutscher Landschaftsmaler
- Bombach, Gottfried (1919–2010), deutscher Ökonom
- Bombach, Hans-Jürgen (* 1945), deutscher Leichtathlet
- Bombach, Jörg, deutscher Hörfunk- und Fernsehmoderator und ehemaliger Programmleiter
- Bombach, Karl (1891–1945), deutscher Politiker (NSDAP), MdR, MdL
- Bombach, Käte (1913–1989), deutsche Gewerkschafterin (FDGB)
- Bombach, Thomas, deutscher Basketballspieler
- Bombaci, Alessio (1914–1979), italienischer Orientalist und Turkologe
- Bomback, Mark (* 1971), US-amerikanischer Drehbuchautor
- Bombal, Charlotte (1935–2000), deutsche FDGB-Funktionärin
- Bombal, María Luisa (1910–1980), chilenische Schriftstellerin
- Bombana, Davide (* 1958), italienischer Balletttänzer und Choreograf
- Bombard, Alain (1924–2005), französischer Arzt, Biologe und Umweltpolitiker, MdEP
- Bombarda, Gio Paolo († 1712), italienischer Musiker, Financier und Theaterdirektor
- Bombarda, Miguel (1851–1910), portugiesischer Psychiater und republikanischer Politiker
- Bombardella, Roland (* 1957), luxemburgischer Sprinter
- Bombardier, Joseph-Armand (1907–1964), kanadischer Erfinder und Konstrukteur; Gründer des Verkehrstechnikherstellers BombardierJoseph-Armand Bombardier (1907–1964)

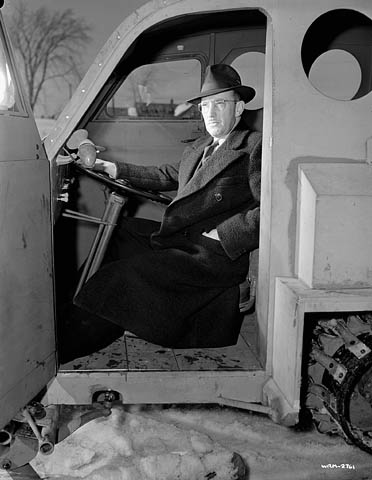
Joseph-Armand Bombardier (1907–1964)

- Bombardir, Brad (* 1972), kanadischer Eishockeyspieler und -funktionär
- Bombassei Frascani de Vettor, Giorgio (1910–2000), italienischer Diplomat
- Bombast von Hohenheim, Georg († 1566), Großprior des deutschen Johanniterordens
- Bombe, Ekkehard (* 1939), deutscher Gerichtspräsident und Verfassungsrichter
- Bombe, Walter (1873–1946), deutscher Kunsthistoriker
- Bombeck, Erma (1927–1996), US-amerikanische Schriftstellerin
- Bombek, Jan (* 2001), slowenischer Skispringer
- Bombek, Jan-Phillip (* 1996), deutscher Footballspieler
- Bombell, Sarah (* 1983), australische Synchronschwimmerin
- Bombelles, Heinrich Franz von (1789–1850), österreichischer Diplomat
- Bombelles, Johanna Henriette de (1751–1822), zweite Ehefrau von Landgraf Konstantin von Hessen-Rotenburg
- Bombelles, Ludwig Philipp von (1780–1843), österreichischer Diplomat
- Bombelles, Marc Marie Marquis de (1744–1822), französischer Diplomat und Bischof
- Bombelli, Rafael (1526–1572), italienischer Mathematiker
- Bombelli, Sebastiano († 1719), italienischer Maler
- Bomber One (* 1969), deutscher Graffiti-Writing-Künstler
- Bomberg, Daniel († 1549), flämischer Drucker in Venedig
- Bomberg, David (1890–1957), britischer Maler
- Bomberg, Karl-Heinz (* 1955), deutscher Arzt
- Bombic, František (* 1977), tschechischer Eishockeyspieler
- Bombieri, Enrico (1887–1967), italienischer Diplomat
- Bombieri, Enrico (* 1940), italienischer Mathematiker
- Bombin Espino, Gustavo (* 1960), spanischer Ordensgeistlicher, römisch-katholischer Erzbischof von Toliara
- Bombín, Jorge (* 1978), spanischer Önologe und Kellermeister
- Bombini, Emanuele (* 1959), italienischer Radrennfahrer
- Bombino (* 1980), nigrischer Gitarrist und SängerBombino (* 1980)

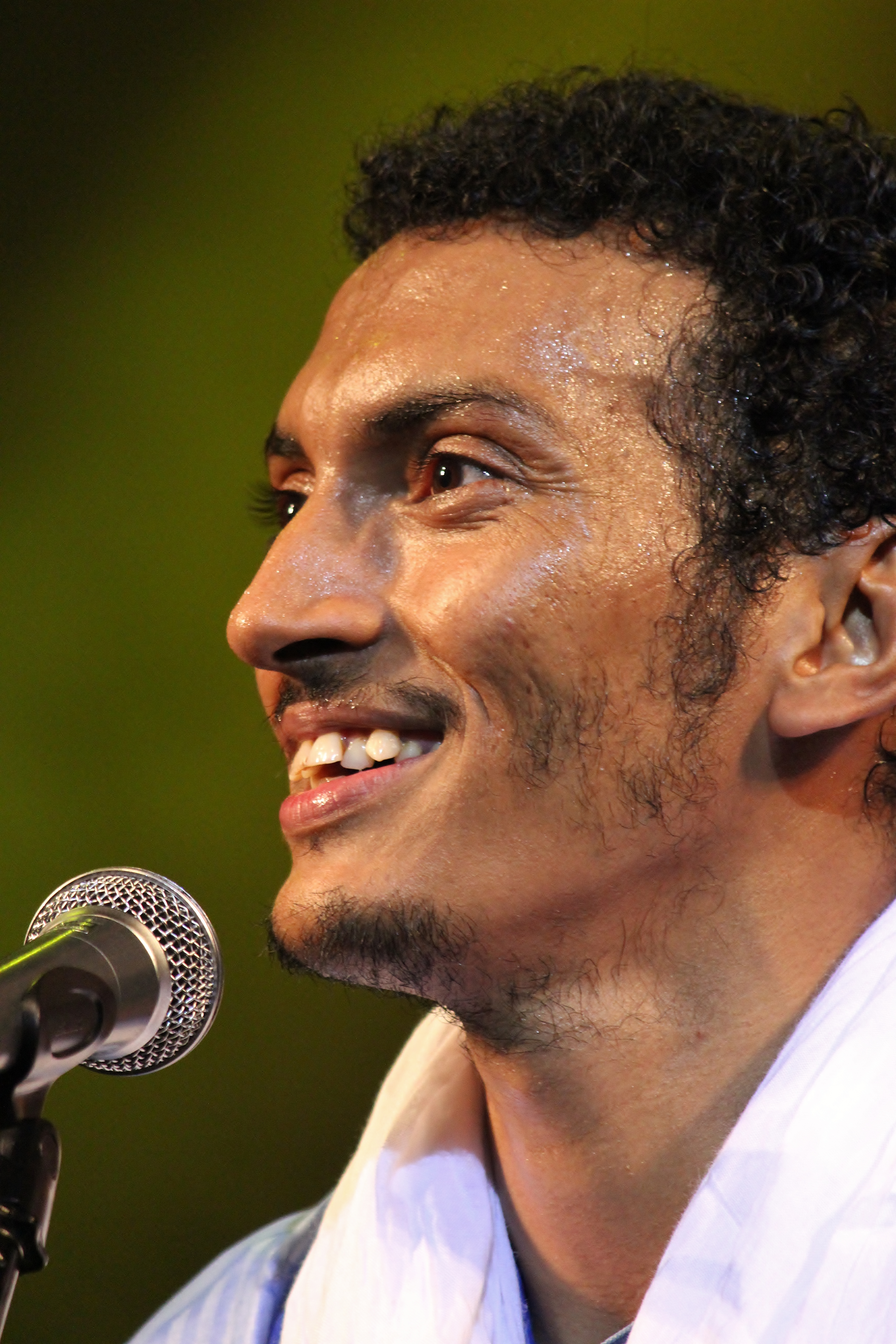
Bombino (* 1980)

- Bombino, Pietro Paolo († 1648), italienischer Jesuit, Redner, Theologe und Historiker
- Bombis, Björn (* 1982), deutscher Eishockeyspieler
- Bombis, Ralph (* 1971), deutscher Politiker (FDP), MdL
- Bombis-Robben, Jolanda (* 1984), niederländische Handballspielerin
- Bombito, Moïse (* 2000), kanadisch-kongolesischer Fußballspieler
- Bomblies, Kirsten (* 1973), deutsche Biologin und Hochschullehrerin
- Bombo, Manolo el del (1949–2025), spanischer Fußballfan
- Bombois, Camille (1883–1970), französischer naiver Maler
- Bomboko, Justin (1928–2014), kongolesischer Premierminister
- Bombolo (1931–1987), italienischer KomikerBombolo (1931–1987)

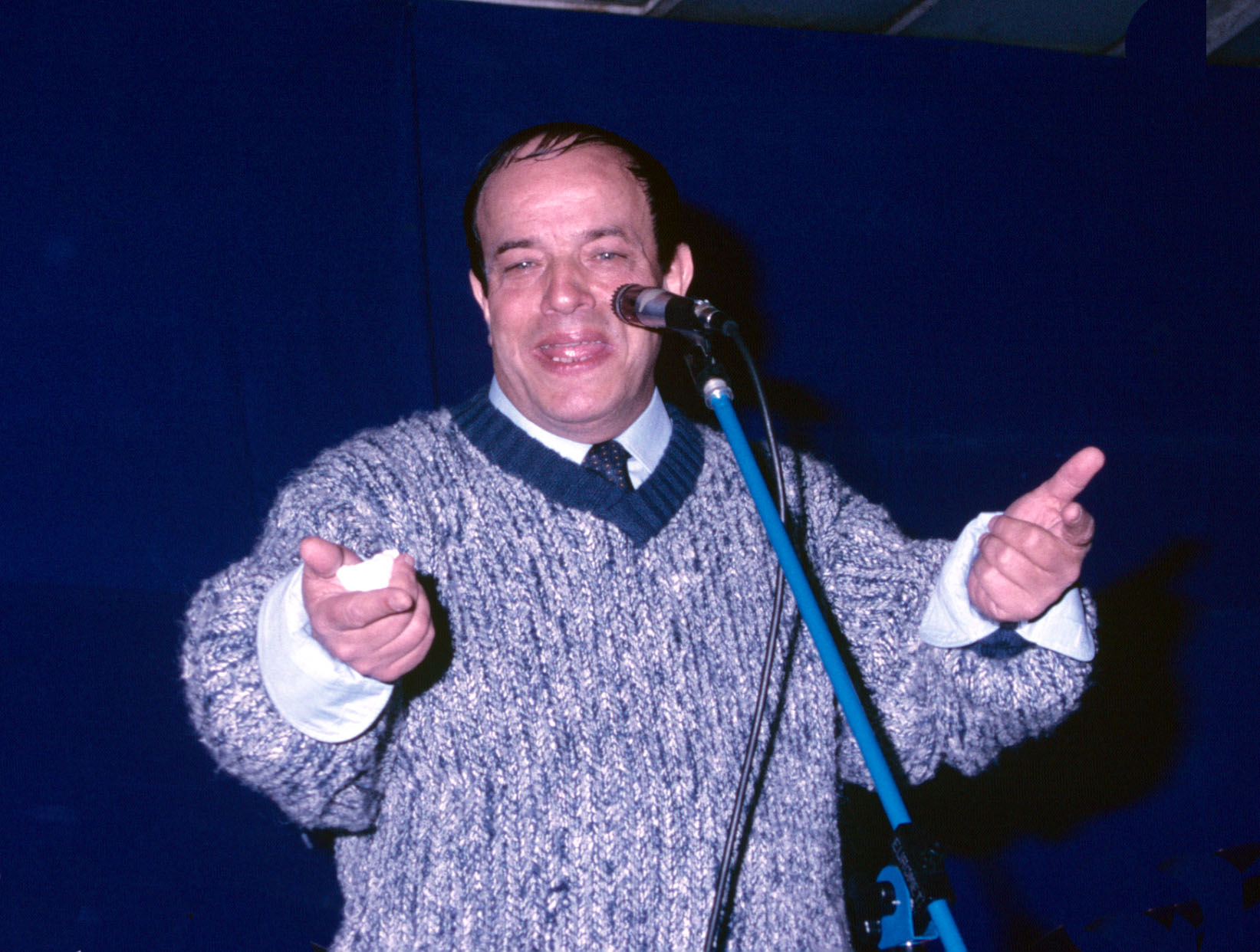
Bombolo (1931–1987)

- Bombös, Gerhard (1922–1991), deutscher Verleger
- Bombös, Wilhelm (1894–1977), deutscher Prokurist und Sportfunktionär

### Bomc
- Bömches, Bastian von (* 1986), deutscher Schauspieler
- Bömches, Friedrich von (1916–2010), deutscher Maler
- Bömches, Helge von (1933–2014), rumänisch-deutscher Opernsänger in der Stimmlage Bass

### Bome
- Bömecke, Klas (* 1972), deutscher Fernsehmoderator und Journalist
- Bömeke, Hans Günter (* 1942), deutscher Politiker (SPD), Landrat Kreis Aachen (1984–1989)
- Bömelberg, Hermann von († 1504), Fürstabt von Corvey
- Bömelburg, Hans-Jürgen (* 1961), deutscher Historiker
- Bömelburg, Karl (1885–1947), deutscher SS-Offizier bei der Gestapo
- Bömelburg, Theodor (1862–1912), deutscher Gewerkschaftsvorsitzender und Politiker (SPD), MdHB, MdR
- Bomelino, Tino (* 1985), deutscher Kabarettist
- Bomelius, Elias († 1579), Arzt und Astrologe in England und Russland
- Bömeln, Gabriel von (1658–1740), Bürgermeister von Danzig
- Bömer, Aloys (1868–1944), deutscher Bibliothekar
- Bömer, Franz (1911–2004), deutscher Klassischer Philologe
- Bömer, Karl (1900–1942), Ministerialdirigent im Reichspropagandaministerium
- Bomer, Matt (* 1977), US-amerikanischer SchauspielerMatt Bomer (* 1977)

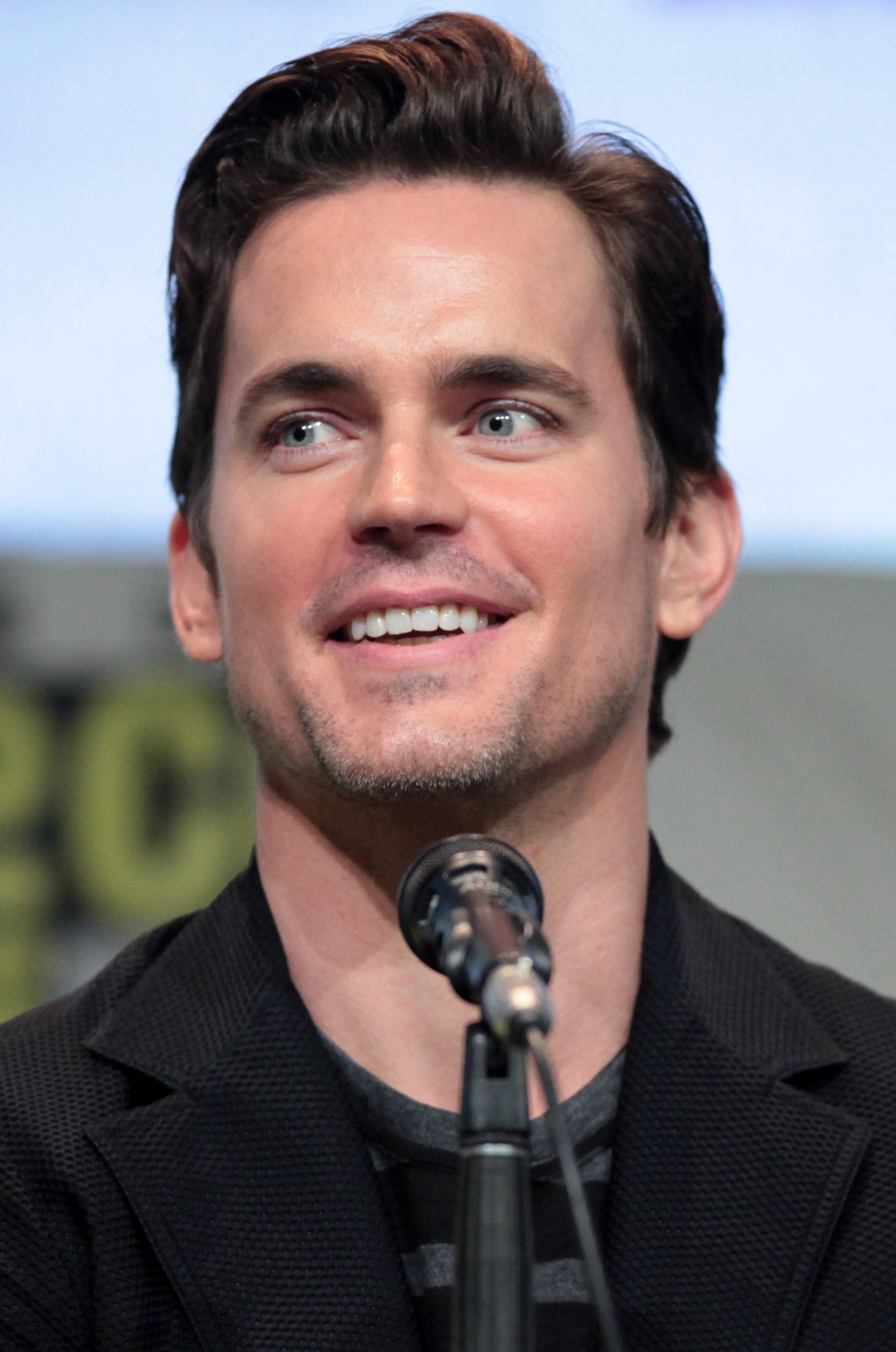
Matt Bomer (* 1977)

- Bomer, Paula (* 1968), US-amerikanische Autorin und Verlegerin
- Bömers, Heinrich (1864–1932), deutscher Politiker (DVP), Bremer Senator
- Bömers, Karl (1848–1888), deutscher Schriftsteller
- Bömers, Otto (1857–1922), deutscher Politiker, Vorsitzender der Landesregierung von Schaumburg-Lippe
- Bomersback, Mark (* 1982), kanadischer Eishockeyspieler
- Bomez, Lucy, italienische Schauspielerin

### Bomf
- Bomfim, Manoel (1868–1932), brasilianischer Arzt, Psychologe, Pädagoge und Historiker

### Bomh
- Bomhard, Adolf von (1891–1976), deutscher SS-Gruppenführer und Generalleutnant der Polizei im Dritten Reich, später Bürgermeister und Ehrenbürger von Prien am Chiemsee
- Bomhard, Allan R. (* 1943), US-amerikanischer Linguist
- Bomhard, Anne-Sophie von (* 1943), französische Ägyptologin
- Bomhard, August (1787–1869), deutscher evangelischer Theologe
- Bomhard, Eduard von (1809–1886), bayerischer Justizminister (1864–1867)
- Bomhard, Ernst von (1833–1912), deutscher Richter, Senatspräsident am Reichsgericht in Leipzig
- Bomhard, Hans von (1904–1984), deutscher Notar, Bergsteiger und Funktionär des Deutschen Alpenvereins (DAV)
- Bomhard, Heiner (* 1985), deutscher Schauspieler, Musiker und Komponist
- Bomhard, Helmut (1930–2021), deutscher Bauingenieur
- Bomhard, Karl von (1866–1938), bayerischer Generalmajor im Ersten Weltkrieg
- Bomhard, Nikolaus von (* 1956), deutscher Manager und Vorsitzender des Vorstands der Münchener RückNikolaus von Bomhard (* 1956)

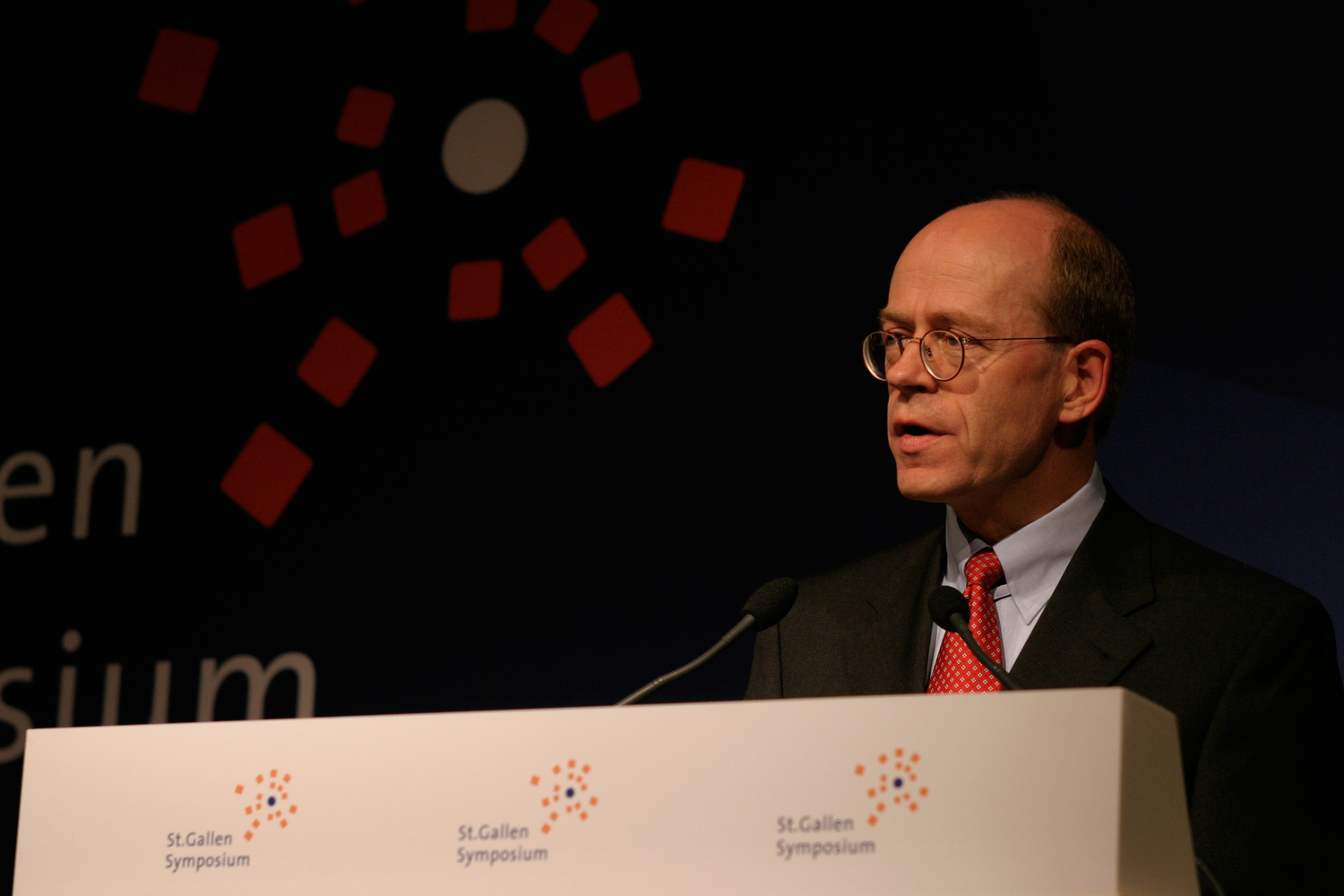
Nikolaus von Bomhard (* 1956)

- Bomhard, Peter von (1916–1979), deutscher Kunsthistoriker und Archivar
- Bomhard, Sebastian von (* 1961), deutscher Internetpionier und Unternehmer
- Bomhard, Theodor von (1841–1945), bayerischer General der Artillerie
- Bomhauer, Hinrich († 1553), deutscher Kommunalpolitiker, Bürgermeister von Hannover
- Bomheuer, Dustin (* 1991), deutscher Fußballspieler
- Bomhoff, Heinrich (1878–1949), deutscher Architekt
- Bomhoff, Nils (* 1980), deutscher Fernsehmoderator und Redakteur
- Bomholt, Julius (1896–1969), dänischer Journalist und Politiker (Socialdemokraterne), Mitglied des Folketing, Verteidigungsminister
- Bomholt, Mads (* 2005), dänischer Fußballspieler
- Bomhover, Berend († 1526), Ratsherr und Admiral der Hansestadt Lübeck
- Bomhower, Christian (1468–1518), römisch-katholischer Geistlicher, Bischof von Dorpat

### Bomi
- Bomilkar, Flottenadmiral Kathargos
- Bomilkar († 308 v. Chr.), karthagischer Politiker und Feldherr
- Bomilkar († 108 v. Chr.), Feldherr und Vertrauter Jugurthas

### Bomk
- Bömke, Bernhard (1921–2002), deutscher Schriftsteller, Maler und Bibliothekar
- Bömke, Richard (1846–1907), deutscher Kaufmann, Kommerzienrat und Stadtverordneter der Stadt Essen
- Bömkes, Christian (* 1980), deutscher Liedtexter, Komponist und MusikerChristian Bömkes (* 1980)

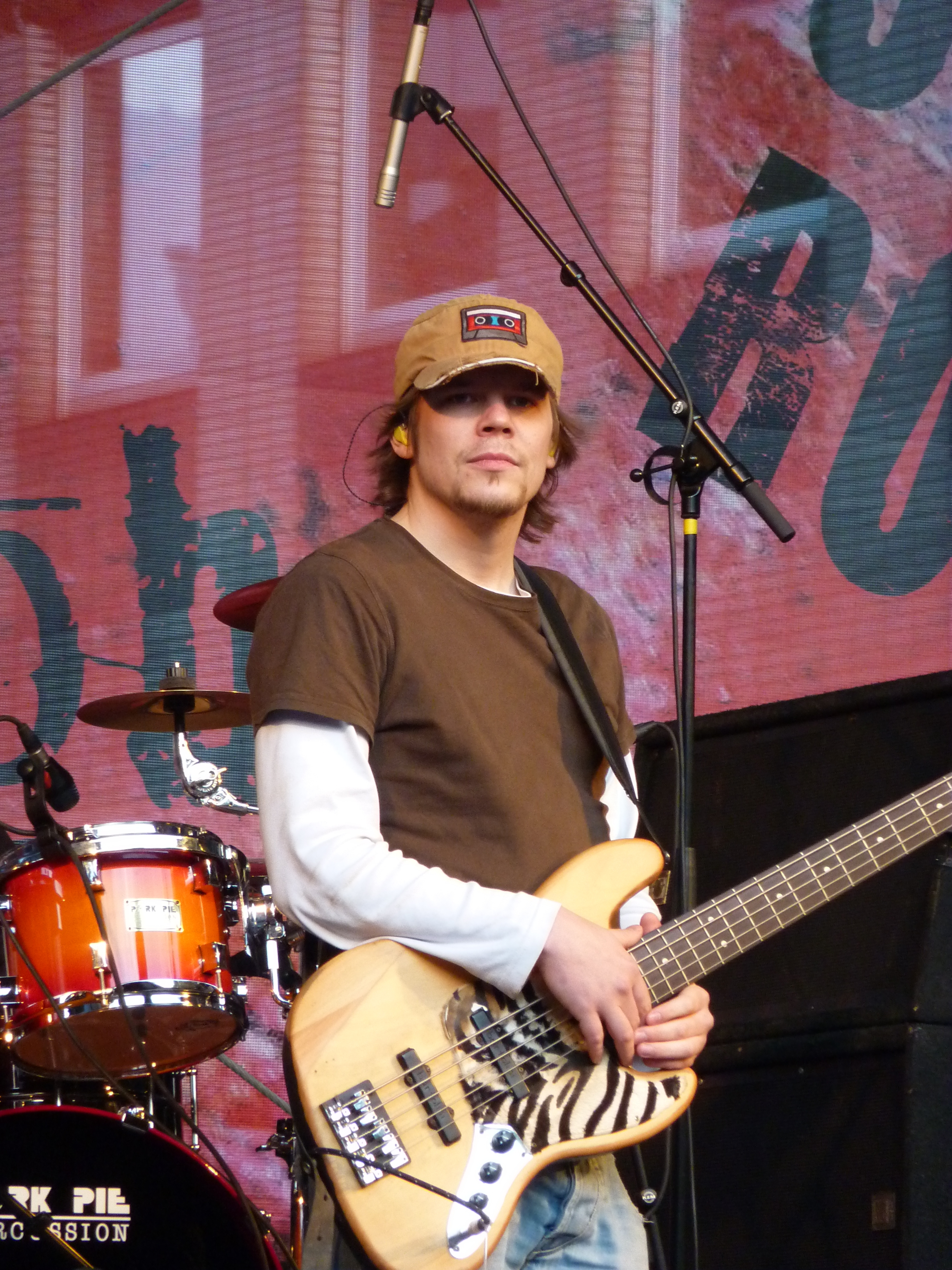
Christian Bömkes (* 1980)

### Boml
- Bömly, Anton (1808–1874), deutscher Opernsänger (Tenor) und Theaterdirektor

### Bomm
- Bomm, Manfred (* 1951), deutscher Journalist und Schriftsteller
- Bomm, Peter (* 1947), deutscher Fußballspieler
- Bomm, Urbanus (1901–1982), deutscher Benediktiner und Choralwissenschaftler
- Bommai, Basavaraj Somappa (* 1960), indischer Politiker
- Bommai, Somappa Rayappa (1924–2007), indischer Politiker
- Bommarco, Antonio Vitale (1923–2004), italienischer Geistlicher, katholischer Erzbischof von Gorizia e Gradisca
- Bommarito, Luigi (1926–2019), italienischer Geistlicher, Erzbischof von Catania
- Bommarius, Christian (* 1958), deutscher Jurist, Journalist und BuchautorChristian Bommarius (* 1958)

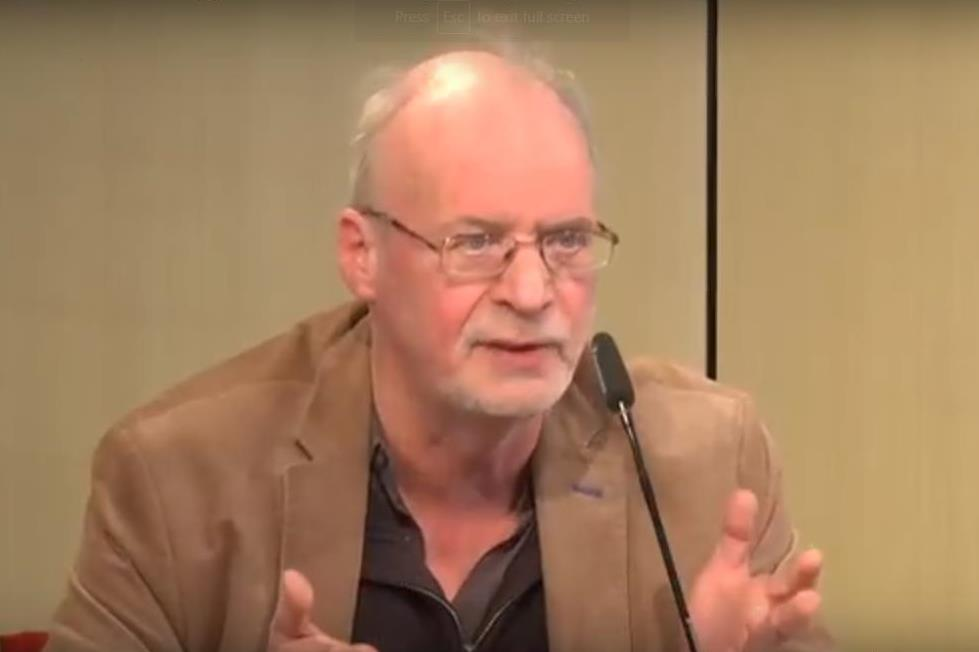
Christian Bommarius (* 1958)

- Bommas, Johann Baptist (1816–1893), deutscher Pianist und Komponist
- Bomme, Emma Beiter (* 1998), dänische Sprinterin
- Bommel, Cornelis Richard Anton van (1790–1852), Bischof von Lüttich
- Bommel, Elias Pieter van (1819–1890), niederländischer Veduten- und Marinemaler
- Bommel, Enno (* 1962), deutscher Jurist und Richter am Bundesgerichtshof
- Bommel, Frank van (* 1962), niederländischer Jazz- und Improvisationsmusiker (Piano, Komposition)
- Bommel, Gerhard (1902–1966), deutscher Verwaltungsjurist und SS-Führer
- Bommel, Harry van (* 1962), niederländischer Politiker (SP)
- Bommel, Hendrik Bakker van († 1570), reformierter Theologe
- Bommel, Henning (* 1983), deutscher Bahn- und Straßenradrennfahrer
- Bommel, Jürgen (1947–2020), deutscher Badmintonspieler
- Bommel, Mark van (* 1977), niederländischer Fußballspieler und -trainerMark van Bommel (* 1977)

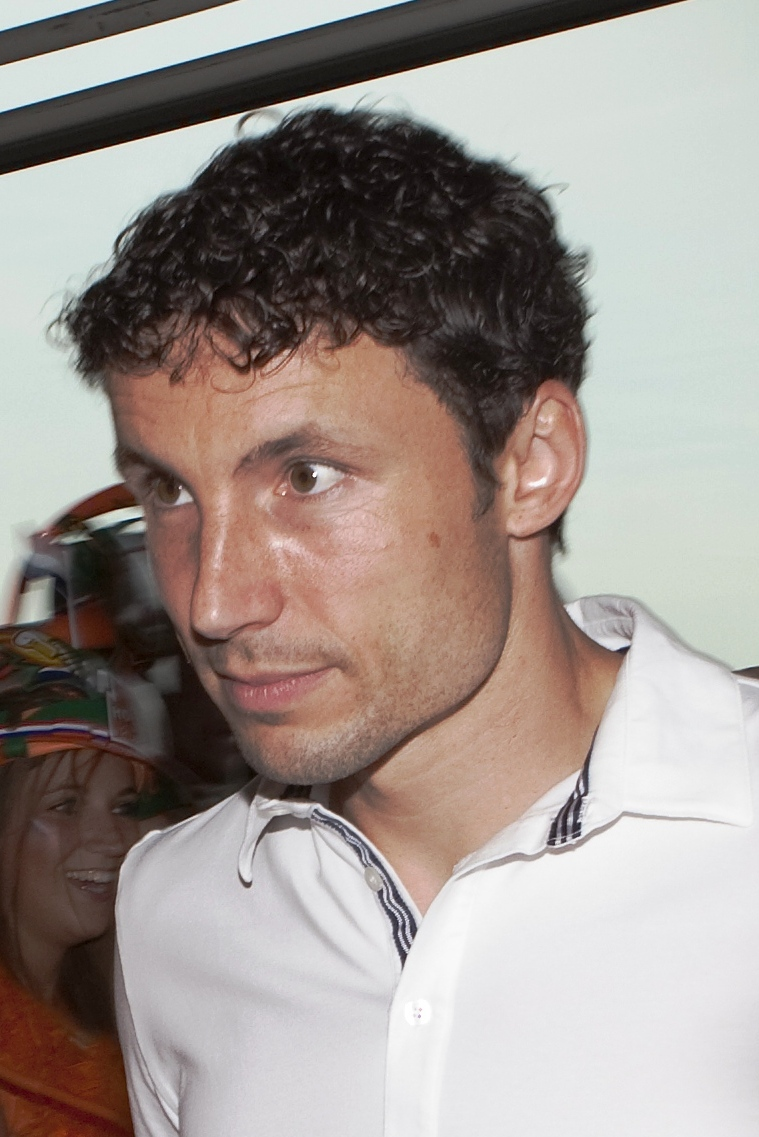
Mark van Bommel (* 1977)

- Bommel, Ruben van (* 2004), niederländischer Fußballspieler
- Bommel, Thomas van (* 2002), niederländischer Fußballspieler
- Bommeli, Susanne (1951–2011), Schweizer Unternehmerin und Politikerin (FDP.Die Liberalen)
- Bömmels, Peter (* 1951), deutscher Maler der Junge Wilde, Zeichner, Hochschullehrer
- Bommer, Elisa Caroline (1832–1910), belgische Mykologin
- Bommer, Felix (* 1964), Schweizer Rechtswissenschaftler
- Bommer, Heinrich (* 1912), deutscher Chemiker
- Bommer, Johann Baptist († 1778), deutscher Flach- und Faßmaler
- Bommer, Josef (1923–2019), Schweizer römisch-katholischer Theologe
- Bommer, Maria (* 1942), österreichische Politikerin (SPÖ), Abgeordnete zum Salzburger Landtag
- Bommer, Rudi (* 1957), deutscher Fußballspieler und Trainer
- Bommer, Rudolf (1884–1953), österreichischer Angestellter und Politiker, Landtagsabgeordneter
- Bommer, Sigwald (1893–1963), deutscher Dermatologe
- Bommer, Vera (* 1982), Schweizer Schauspielerin
- Bommers, Christian (* 1976), deutscher Kommunalpolitiker (CDU) und Bürgermeister der Stadt Meerbusch
- Bommersbach, Frank (* 1963), deutscher Politiker (CDU), MdL
- Bommersheim, Gerlach Gottfried (1934–2006), deutscher Künstler, Jazzmusiker sowie Pionier der psychoanalytischen Kunsttherapie in Deutschland
- Bommert, Frank (* 1961), deutscher Politiker (CDU), MdL
- Bommert, Günter (1925–2014), deutscher Hörspielregisseur und Schauspieler
- Bommert, Hanko (* 1941), deutscher Psychologe, Medienwissenschaftler, Universitätsprofessor und Autor
- Bommert, Jens (* 1962), deutscher Maler
- Bommert, Wilfried (1950–2025), deutscher Journalist und Autor
- Bommertz, Antoine (1904–1989), luxemburgischer Fußballspieler
- Bommertz, Nicolas (1901–1980), luxemburgischer Fußballspieler
- Bommertz, Pierre (1906–1973), luxemburgischer Fußballspieler
- Bommes, Alexander (* 1976), deutscher Fernsehmoderator und ehemaliger HandballspielerAlexander Bommes (* 1976)

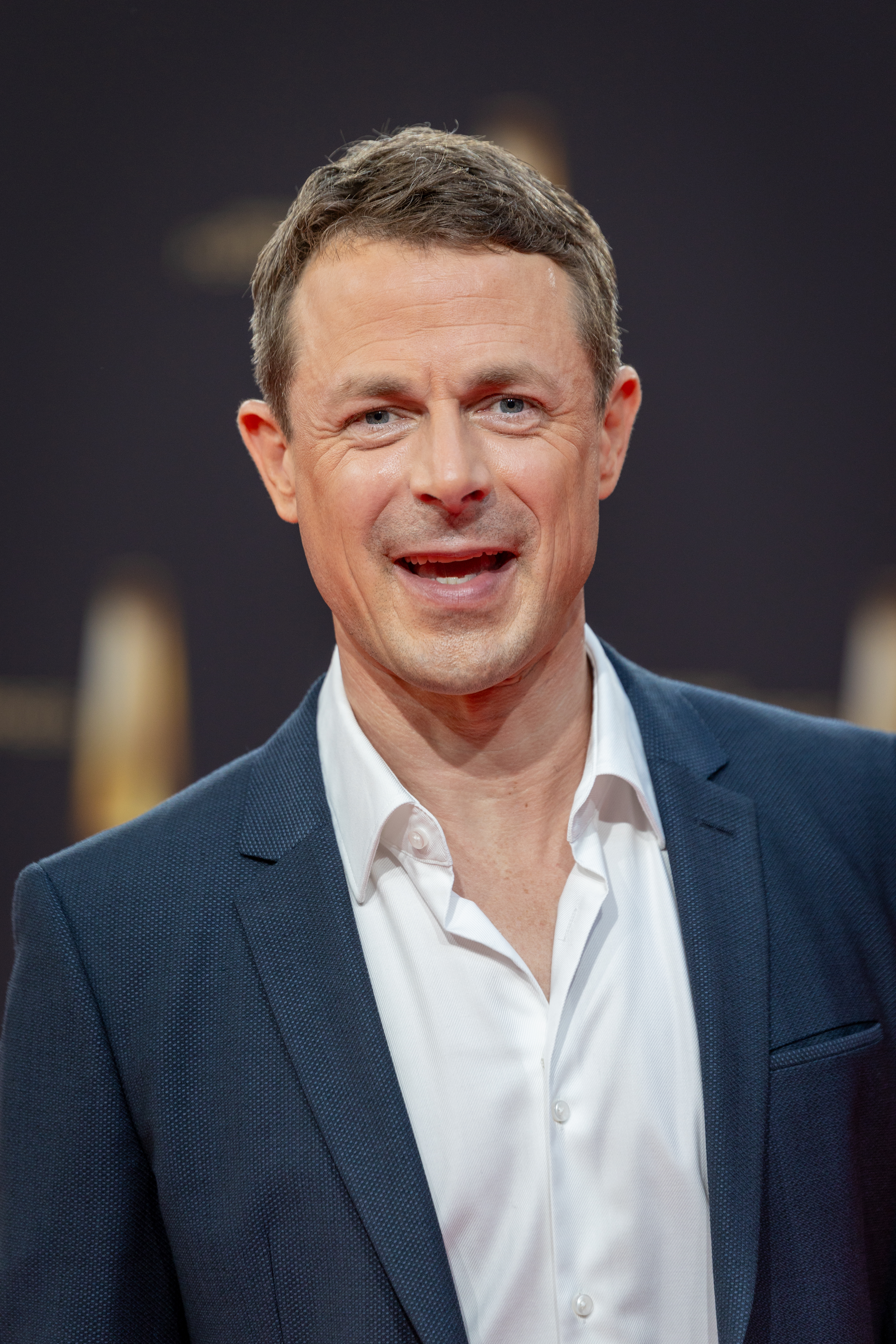
Alexander Bommes (* 1976)

- Bommes, Leonhard (1920–2011), deutscher Ingenieur, Strömungsakustiker und Hochschullehrer
- Bommes, Michael (1954–2010), deutscher Sozialwissenschaftler und Migrationswissenschaftler
- Bommes, Sylvia (* 1972), deutsche Fernsehmoderatorin

### Bomp
- Bompaire, Jacques (1924–2009), französischer Gräzist und Byzantinist
- Bompard, Jacques (* 1943), französischer Politiker, Mitglied der Nationalversammlung und Bürgermeister von Orange
- Bompard, Manuel (* 1986), französischer Informatiker, Mathematiker und Politiker (FI), MdEP
- Bompard, Maurice (1857–1936), französischer Maler des Orientalismus
- Bompas-Maler, attischer Vasenmaler des schwarzfigurigen Stils
- Bompastor, Sonia (* 1980), französische FußballspielerinSonia Bompastor (* 1980)

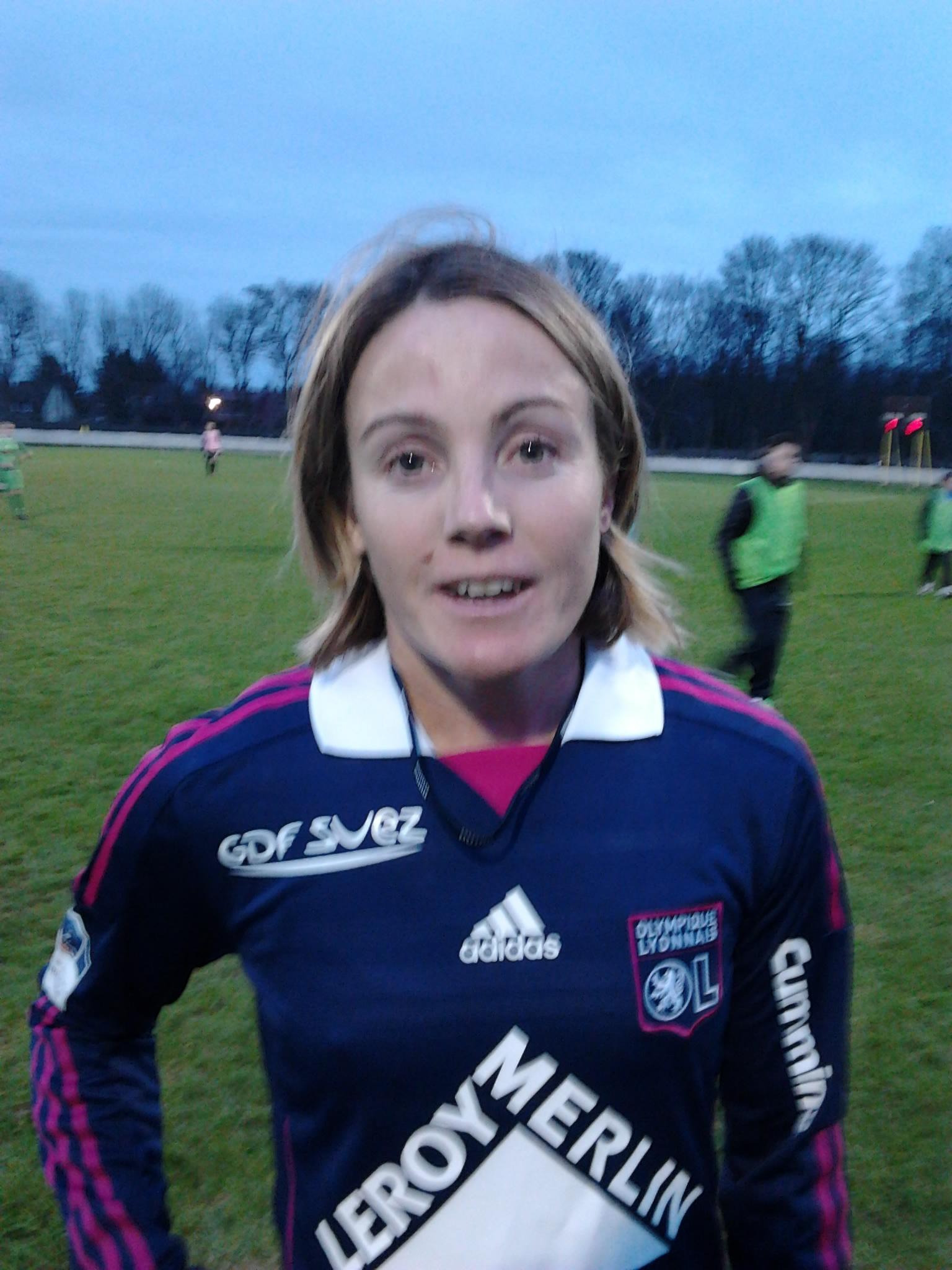
Sonia Bompastor (* 1980)

- Bompiani, Enrico (1889–1975), italienischer Mathematiker
- Bompiani, Roberto (1821–1908), italienischer Genremaler sowie Bildhauer und Kunstpädagoge
- Bompoint, Jean-Louis (* 1960), französischer Kameramann, Regisseur, Animationsfilmer und Musiker
- Bomprezzi, Roberto (* 1962), italienischer Pentathlet

### Boms
- Bomsdorf, Wolf Friedrich von († 1686), kurbrandenburgischer Oberst
- Bomsdorff, August von (1842–1912), preußischer General der Infanterie, Gouverneur von Berlin
- Bomsdorff, Karl Friedrich Wilhelm von (1826–1904), preußischer Generalmajor und Kommandeur der 4. Kavallerie-Brigade
- Bomsdorff-Bergen, Herbert von (* 1876), deutscher Theaterregisseur und Schriftsteller
- Bomsdorff-Leibing, Emmy von (* 1886), deutsche Schriftstellerin
- Bomski, Herbert (1926–2014), deutscher Politiker (SED), Oberbürgermeister von Cottbus (1954–1958), Staatssekretär der DDR

### Bomt
- Bomtempo, João Domingos (1775–1842), portugiesischer Komponist, Pianist, Dirigent und Musikorganisator